# Havering-atte-Bower
Havering-atte-Bower – wieś w Anglii, w granicach Wielkiego Londynu, w gminie Havering. W 1951 wieś liczyła 5812 mieszkańców. Havering-atte-Bower jest wspomniana w Domesday Book (1086) jako Hauelingas/Haueringas.